# زي فيكتور
زي فيكتور هو لاعب كرة قدم برازيلي في مركزي الوسط والهجوم، ولد في 8 مارس 1990 في Triunfo, Rio Grande do Sul ‏ في البرازيل. لعب مع جمعية أرابيراكا الرياضية.

## وصلات خارجية
- زي فيكتور على موقع قاعدة بيانات كرة القدم.إي يو (الإنجليزية)
- زي فيكتور على موقع Soccerway.com (الإنجليزية)